# Amana (растение)
Amana (лат.) — род многолетних травянистых луковичных растений семейства Лилейные, обитающих на востоке Китая, в Корее и Японии. Род был выделен в 1935 году Масаси Хондой из рода Тюльпан. Характерный признак Amana — наличие листочков прицветника, несвойственное настоящим тюльпанам.

## Описание
В соответствии с описанием Хонды, растения рода имеют яйцевидные, вытянутые кверху луковицы с плоским донцем, покрытые тонкой, «бумажной», кроющей чешуёй. Стебли (цветоносы) одиночные, иногда ветвящиеся, не опушённые. Настоящих листьев два, редко три. Листья обычно распластаны по земле. Цветки прямостоящие или поникающие, мелкие, воронковидные. Одна луковица даёт от одного до пяти цветков. У каждого из цветков расположены два, три или четыре листочка прицветника. Цветок имеет шесть листочков околоцветника («лепестков») и шесть тычинок. Три внутренние тычинки несколько длиннее трёх внешних. Тычиночные нити гладкие (не опушённые), утончающиеся к середине. Пестик имеет явно выраженный столбик, примерно такой же высоты, как и завязь — именно поэтому в XIX веке Микель включил эти растения в род Orithyia (ныне подрод Orithyia рода Тюльпан). Плоды — коробочки овальной формы, утончающиеся кверху «клювиком», что также несвойственно настоящим тюльпанам.
Выделение рода Amana, признанное в 1940 году Холлом, было оспорено в 1957 году Сили; в 1980-е и 1990-е годы эту точку зрения поддержал и ряд других авторов. Несмотря на невозможность бесспорно разграничить роды Amana и Tulipa, ботаники XXI века склонны считать Amana полноценным родом. Например, по мнению Тана и соавторов (2005) род Tulipa sensu lato, включающий виды рода Amana, не является монофилетическим, но состоит из двух клад — Amana и Tulipa sensu stricto.

## Список видов
В конце 2014 года в реестре Королевских ботанических садов Кью признаются четыре вида:
- Amana edulis (Miq.) Honda, 1935 typus — Тюльпан съедобный
- Amana anhuiensis  (X.S.Shen) ined.
- Amana erythronioides (Baker) D.Y.Tan & D.Y.Hong, 2007
- Amana kuocangshanica D.Y.Tan & D.Y.Hong, 2007

В 2014 году описан вид, не включенный в реестр Кью:
- Amana wanzhensis B.Han, Znang & L.Huang, 2014 — восточно-китайский вид, сходный с A. erythronioides, и отличающийся от него короткими листочками прицветника и морфологией тычинок[3].